# Dicranota strepens
Dicranota strepens är en tvåvingeart som beskrevs av Alexander 1960. Dicranota strepens ingår i släktet Dicranota och familjen hårögonharkrankar. Inga underarter finns listade i Catalogue of Life.